# Porphyrio madagascariensis
Porphyrio madagascariensis é uma espécie de ave da família dos ralídeos que ocorre no Egito, África Subsaariana e Madagascar. Costumava ser considerada uma subespécie do caimão-comum, com o qual se assemelha, mas com costas e escapulas verde-bronze ou verde-azuladas.
Esta ave é uma espécie principalmente sedentária que pode ser encontrada na África Subsaariana, incluindo o sul da África, onde às vezes é comum localmente. Pode ser encontrada no norte e leste do Botswana, parte da Namíbia, Zimbabwe, África do Sul e na costa de Moçambique. Na África do Sul, está ausente do Cabo Setentrional e do interior do Cabo Oriental.